# Alcalde Metropolitano de Quito
El Alcalde Metropolitano de Quito es la máxima autoridad administrativa y política del Distrito Metropolitano de Quito. Es el presidente del Concejo Metropolitano y representante del Gobierno Metropolitano. 
El Alcalde Metropolitano lidera el poder ejecutivo del Gobierno Autónomo Metropolitano.

## Historia
Esta dignidad fue establecida en 1946 bajo el nombre de Alcalde de Quito y su primer representante fue Jacinto Jijón y Caamaño. Antes de esa fecha, el principal responsable del Cabildo ostentaba el título de Presidente del Concejo Municipal de Quito.
Desde 1993, el cargo se denomina como "Alcalde Metropolitano" por la promulgación de la Ley de Régimen para el Distrito Metropolitano de Quito. 
Es elegido por votación popular, con el sistema de mayoría simple, para un período de cuatro años. Entre otros poderes y responsabilidades, la actual Constitución de la República del Ecuador encarga a los Alcaldes de Distritos Metropolitanos, ejercer la función ejecutiva del gobierno autónomo descentralizado, además de presidir el Concejo Metropolitano conformado por 21 concejales. En tal calidad, dispone su convocatoria, elabora el orden del día y, cuando existe empate, tiene voto dirimente. 
La sede de la Alcaldía Metropolitana está en el Palacio Municipal de Quito ubicado en las calles Venezuela entre Chile y Espejo, en el Centro Histórico de la Ciudad, en la Plaza Grande frente al Palacio de Carondelet.
El actual Alcalde Metropolitano es Pabel Muñoz, electo en las elecciones distritales de 2023. Muñoz tomó posesión del cargo el 14 de mayo de 2023.

## Lista de Alcaldes de Quito
Últimos tres titulares:
| Alcalde | Alcalde                      | Período     | Partido                      | Referencia  |
| ------- | ---------------------------- | ----------- | ---------------------------- | ----------- |
|         | Mauricio Rodas Espinel       | 2014 - 2019 | Movimiento SUMA              | [ 2 ]       |
|         | Jorge Yunda Machado          | 2019 - 2021 | Movimiento Unión Ecuatoriana | [ 3 ]       |
|         | Santiago Guarderas Izquierdo | 2021 - 2023 | Independiente                | [ 4 ] [ 5 ] |